# Холодецька сільська рада
Хо́лодецька сільська́ ра́да — адміністративно-територіальна одиниця та орган місцевого самоврядування в Волочиському районі Хмельницької області. Адміністративний центр — село Холодець.

## Загальні відомості
- Територія ради: 21,375 км²
- Населення ради: 682 особи (станом на 2001 рік)
- Територією ради протікає Південний Буг

## Населені пункти
Сільській раді підпорядковані населені пункти:
- с. Холодець
- с. Кушнирівка

## Склад ради
Рада складається з 12 депутатів та голови.
- Голова ради:
- Секретар ради: Лось Любов Казимирівна

### Керівний склад попередніх скликань
| Прізвище, ім'я, по батькові   | Основні відомості                                                             | Дата обрання | Дата звільнення |
| ----------------------------- | ----------------------------------------------------------------------------- | ------------ | --------------- |
| Трачук Катерина Адольфівна    | Сільський голова, 1957 року народження, член Соціалістичної партії України    | 26.03.2006   | 31.10.2010      |
| Бандурко Антоніна Анатоліївна | Сільський голова, 1969 року народження, освіта середня загальна, позапартійна | 31.10.2010   | 04.02.2015      |

Примітка: таблиця складена за даними сайту Верховної Ради України

### Депутати
За результатами місцевих виборів 2010 року депутатами ради стали:

#### За суб'єктами висування
| Суб'єкт висування | Кількість обраних депутатів | %   |
| ----------------- | --------------------------- | --- |
| Самовисування     | 12                          | 100 |

#### За округами
| № округу | Прізвище, ім'я, по батькові      | Дата визнання обраним | Освіта             | Партійна приналежність | Відомості про обраного депутата                           |
| -------- | -------------------------------- | --------------------- | ------------------ | ---------------------- | --------------------------------------------------------- |
| 1        | Трачук Юрій Вікторович           | 03.11.2010            | середня            | позапартійний          | тимчасово не працює                                       |
| 2        | Коломієць Ніна Вікторівна        | 03.11.2010            | середня            | позапартійна           | Холодецький клуб, завідувачка клубу                       |
| 3        | Цінько Антоніна Євгенівна        | 03.11.2010            | середня спеціальна | позапартійна           | СВК «Рідний край», завфермою                              |
| 4        | Панчук Петро Олександрович       | 03.11.2010            | вища               | позапартійний          | фермерське господарство «Нектар», голова                  |
| 5        | Лисенко Василь Вікторович        | 03.11.2010            | вища               | позапартійний          | Купільська загальноосвітня школа І-ІІІ ст., вчитель       |
| 6        | Задорожна Людмила Теофанівна     | 03.11.2010            | середня            | позапартійна           | пенсіонер                                                 |
| 7        | Музика Людмила Анатолівна        | 03.11.2010            | середня            | позапартійна           | тимчасово не працює                                       |
| 8        | Німчаковський Віктор Казимирович | 03.11.2010            | вища               | позапартійний          | СВК «Рідний край», бригадир                               |
| 9        | Знахорук Галина Петрівна         | 03.11.2010            | середня спеціальна | позапартійна           | Холодецька сільська рада, секретар                        |
| 10       | Німчаковська Надія Миколаївна    | 03.11.2010            | середня спеціальна | позапартійна           | СВК «Рідний край», комірник                               |
| 11       | Хаб'юк Любов Петрівна            | 03.11.2010            | середня спеціальна | позапартійна           | Холодецька сільська рада, бухгалтер                       |
| 12       | Лось Любов Казимирівна           | 03.11.2010            | середня спеціальна | позапартійна           | Холодецька загальноосвітня школа І ст., завідувачка школи |